# Office des eaux de Schieland et Krimpenerwaard

Armoiries de l'office des eaux de Schieland et Krimpenerwaard, en Hollande Méridionale.

L'office des eaux de Schieland et Krimpenerwaard (Hoogheemraadschap van Schieland en de Krimpenerwaard, HHSK) est une administration néerlandaise, chargée, depuis 2005, d'administrer les eaux dans la province de Hollande-Méridionale.
Basée à Rotterdam, elle résulte de la fusion de plusieurs anciennes administrations et gère les questions d'eau des zones urbaines et rurales situées entre Rotterdam, Schoonhoven et Zoetermeer, et met en œuvre des mesures dans le cadre de la maîtrise des eaux aux Pays-Bas.

## Histoire
L'office des eaux de Schieland et Krimpenerwaard est le nom donné en 2005 à un regroupement de plusieurs offices des eaux dont les origines datent du Moyen Âge : l'office des eaux de Schieland, l'office des eaux de Krimpenerwaard, et une partie de la Zuiveringschap Hollandse Eilanden en Waarden (collectivité publique chargée de la purification de l'eau).

### Office des eaux de Schieland au Moyen Âge
L'ancien office des eaux de Schieland (nl) a été fondé au XIIIe siècle par le comte de Hollande Florent V de Hollande. Pendant plusieurs siècles, la tourbe est extraite des terrains et joue un rôle important dans la croissance économique des villes environnantes. Son extraction, en asséchant les terrains ce qui est propice à l'agriculture, provoque des baisses du niveau des terrains qui, au fil des siècles, perdent ainsi environ trois ou quatre mètres de hauteur. Dans une région déjà fortement inondable, le niveau des sols se retrouve au-dessous du niveau des eaux des rivières. Ce phénomène a entraîné la nécessité de construire des digues et de commencer à gérer les inondations avec des moyens de plus en plus centralisés et de plus en plus sophistiqués. Au  XIIIe siècle, des digues et barrages commencent à être construits pour contenir les rivières de la Schie et la Rotte. Ces barrages ("dam" en néerlandais) ont donné leurs noms aux villes de Schiedam et Rotterdam. Les polders se sont formés et devaient être constamment entretenus pour prévenir des inondations et ruptures de digues. De plus, de nombreux moulins à vent ont été érigés à partir du XVe siècle pour drainer l'eau des rivières et des polders. 

### Office des eaux de Krimpenerwaard

Inondation de la Sainte Élisabeth, huile sur bois (vers 1500).

Le Hoogheemraadschap van de Krimpenerwaard fut fondé plus d'un siècle et demi après celui de Schieland. Il est la conséquence directe de la grande inondation de la Sainte Élisabeth de 1421 qui noya des dizaines de villages dans la région Grood Waard (actuel Biesbosch). La région s'est développée de manière tout à fait différente de celle de Schieland : l'urbanisation ne s'y est pas produite, sauf en ce qui concerne des villes aux frontières de la région (Gouda, Schoohoven). La tourbe y était de mauvaise qualité et n'a pas été exploitée comme celle de Schieland. L'agriculture et l'élevage se sont développés dans la région, ainsi que la culture du chanvre.

### Projets d'assèchement au Siècle d'or néerlandais

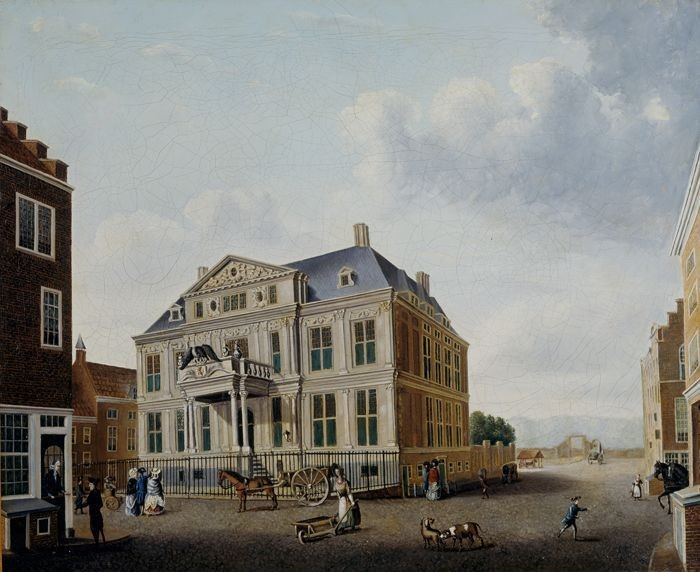
La Schielandshuis, siège de l'Office (1780)

L'importance des villes s'accroît au fil des siècles, à mesure que les villes prospèrent économiquement. Leurs pouvoirs politiques s’élargissent. Rotterdam étend son activité commerciale et portuaire et souhaite jouer un rôle de plus important dans l'administration du Hoogheemraadschap van Schieland. En 1646, l'administration du Hoogheemraadschap van Schieland s'installe dans un bâtiment luxueux de Rotterdam, la Schielandhuis (la maison Schieland). 
Au XVIIe siècle, les tentatives commencent des tentatives d'assèchement de régions dans le but d'élargir les terres fermières, sur le modèle de projets entrepris par l'office des eaux de Rijnland. L'économie cependant est moins florissante après la fin du Siècle d'or néerlandais et les offices des eaux se montrent moins ambitieux dans leurs initiatives. Des initiatives plus locales se poursuivent pour assécher des polders.

### Projets auXVIIIesiècle
Vers le milieu du XVIIIe siècle, l'office des eaux de Schieland décide d'élargir la Rotte : le canal Boezem (à l'ouest de la ville) est creusé pour permettre une meilleure circulation fluviale et un meilleur drainage de la Rotte. Plusieurs moulins sont construits pour drainer l'eau vers l'écluse qui déverse l'eau dans la Nouvelle Meuse.

### Assainissement de la ville de Rotterdam auXIXesiècle

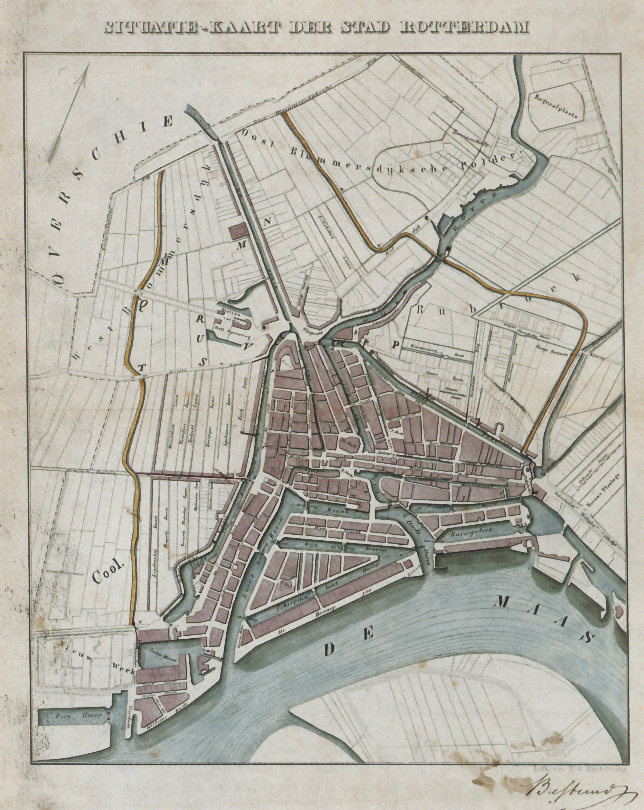
Carte représentant le plan du Waterproject en 1854.

Au XIXe siècle, deux grands projets d'assèchement (cette fois-ci financés par l'état néerlandais) aboutissent aux polders Zuidplaspolder et Prins Alexander. 

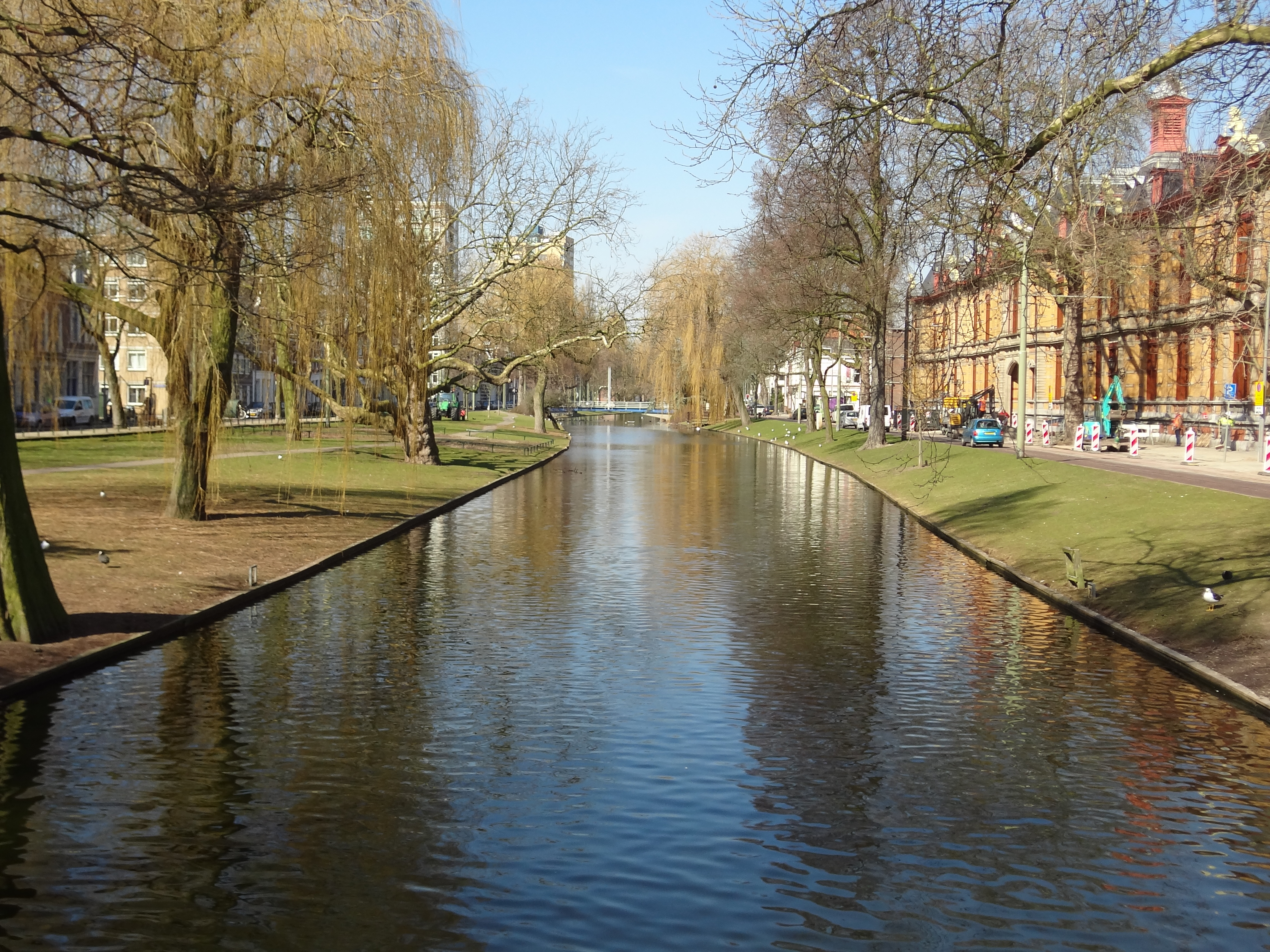
Noordsingel

La ville de Rotterdam est devenue la ville la plus importante de la région Schieland, or les conditions de vie y sont insalubres. La ville est frappée par le choléra en 1832, et par d'autres maladies infectieuses. L'architecte urbain W.N. Rose et l'entrepreneur J.A. Scholten proposent des plans pour assainir les eaux de la ville et en particulier la construction de réseaux séparés pour acheminer et traiter les eaux usées, les premiers égouts de Rotterdam. Ces plans sont acceptés en 1858 et sont par la suite nommés le « Waterproject ». Le projet est ambitieux et inclut la construction des grands canaux Westersingel et Noordsingel qui embellissent le centre ville,. 
L'importance de la ville ne cesse de s'accroître. Avec l'ouverture du canal Nieuwe Waterweg, le port de Rotterdam s’étend vers l'est en construisant de nombreux nouveaux bassins portuaires et zones industrielles entre les bassins portuaires du centre ville et la Mer du Nord. Les zones rurales de Schieland ne profitent pas de cette expansion. La gestion des offices des eaux se complexifie alors que les Pays-Bas comptent environ 2 700 offices ou conseils des eaux (waterschappen) dont les actions ne sont pas coordonnées.

### Regroupements des offices des eaux auXXesiècle

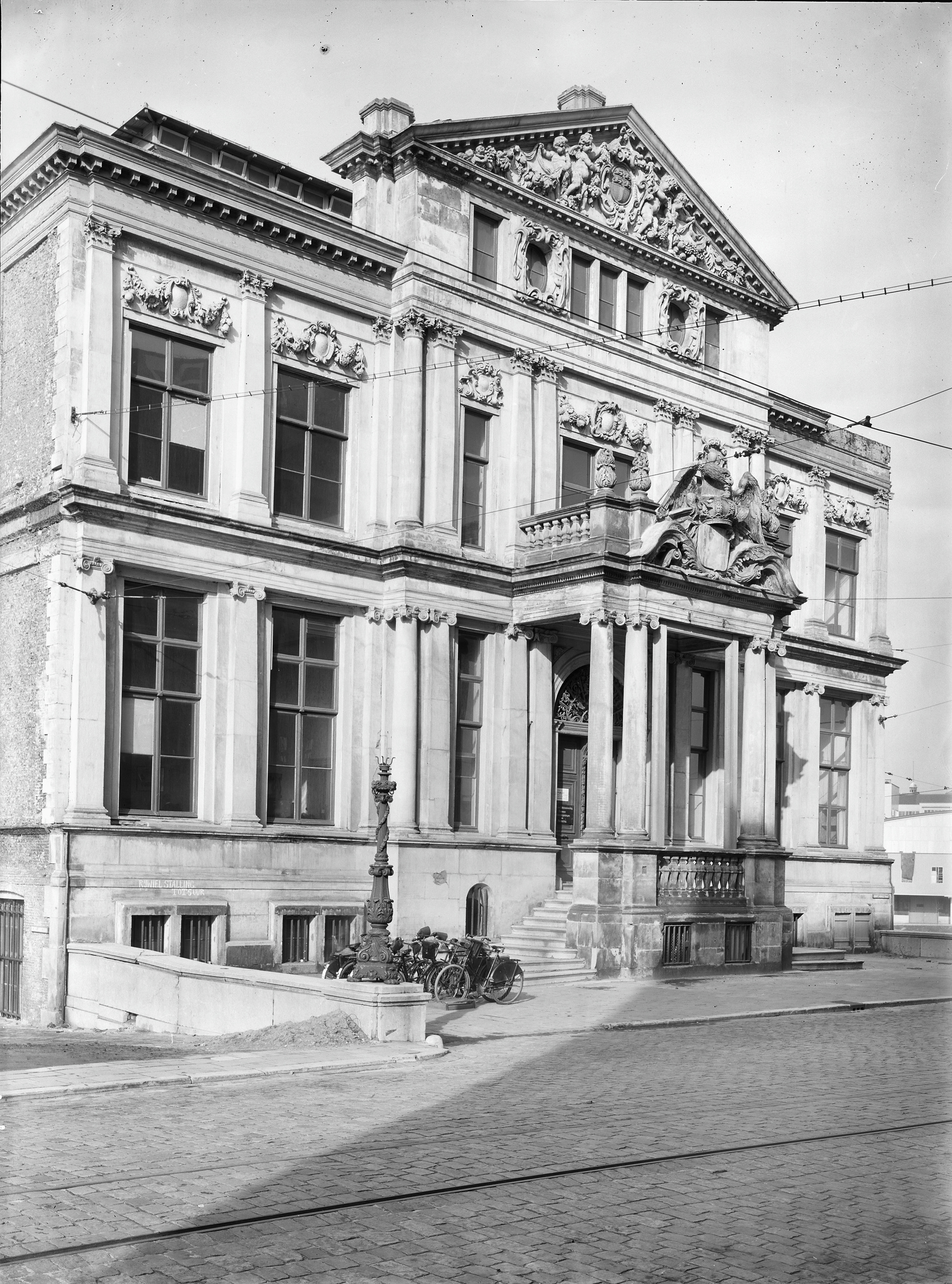
Le Schielandshuis, en 1946.

Après une forte tempête ayant provoqué une inondation en 1916 et plus encore après l'inondation de 1953, de nombreux regroupements et fusions d'office des eaux sont décidés afin de mieux coordonner les efforts pour prévenir les inondations. Les offices des eaux doivent lutter contre la salinisation des eaux souterraines. Ils doivent lutter contre une très forte pollution des eaux de surface due aux déchets industriels, aux produits chimiques utilisés dans l'agriculture et aux détergents ménagers. Des lois pour protéger la qualité de l'eau entrent en vigueur en 1970. En 1974, les polders ne sont plus administrés de manière indépendante. En 1991, une loi sur l’administration des eaux, la Waterschapswet (nl) entre en vigueur : l'état, les régions et les municipalités sont impliquées ensemble dans l'administration des eaux.
En 2005, des fusions prennent place. L'office des eaux de Schieland fusionne avec l'office des eaux de Krimpenerwaard, et une partie de la Zuiveringschap Hollandse Eilanden en Waarden (collectivité publique chargée de la purification de l'eau).

### Archives historiques
Au cours des siècles, de nombreux dossiers ont disparu. Dans l'inventaire des anciennes archives Schieland 1299-1954 et la recherche par mot-clé, il est possible de trouver quels sont les documents qui peuvent être examinés au bureau : un résumé de ces deux documents est consultable sur le site internet de l'office des eaux. Ces archives contiennent aussi des documents se rapportant notamment aux polders de Zestienhoven, de Berg en Broek et de Prins Alexander,.

## Caractéristiques

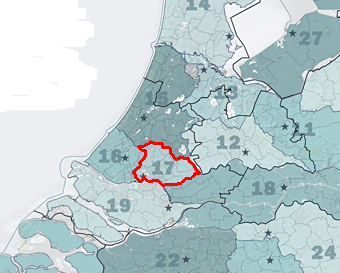
L'office des eaux de Schieland et Krimpenerwaard gère la zone no 17 entourée en rouge sur la carte.

L'office des eaux est l'un des 22 offices régionaux des eaux des Pays-Bas.
La HHSK assure la gestion, l'entretien et la surveillance des eaux d'un territoire s'étendant sur une superficie de 33 700 ha.
Par ailleurs, pour l'année 2013, ce territoire rassemblait une population d'environ 730 000 habitants — dont près de 53 000 bénéficiaient d'une eau purifiée par le biais de la HHSK —. La zone gérée par l'office est répartie sur 8 communes — Capelle aan den IJssel, Gouda, Krimpenerwaard, Lansingerland, Rotterdam, Schoonhoven, Zoetermeer et Zuidplas —, la gestion des eaux de 6 d'entre elles étant partagée avec d'autres établissements,.

## Galerie

Anciens polders et siège de l'office des eaux
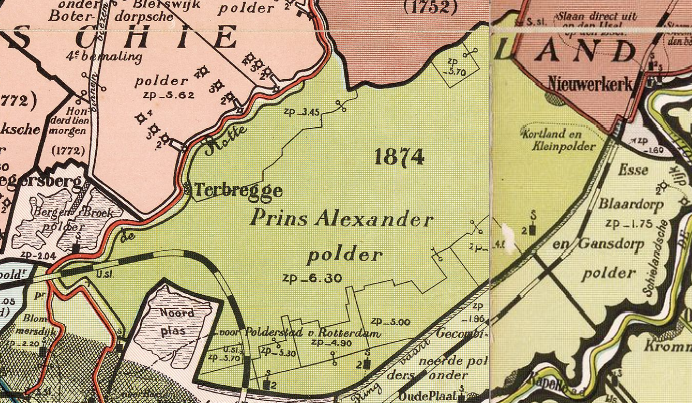
Carte du polder Prins Alexander.
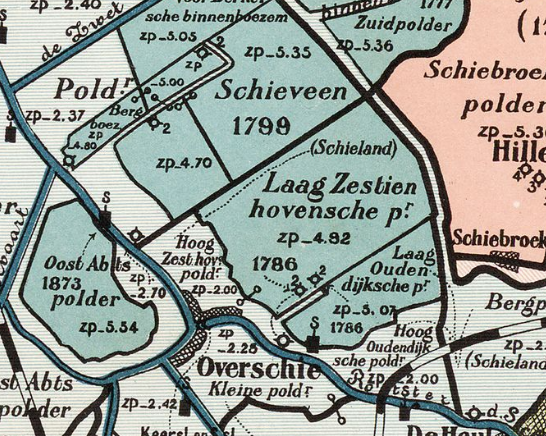
Carte du polder Zestienhoven.
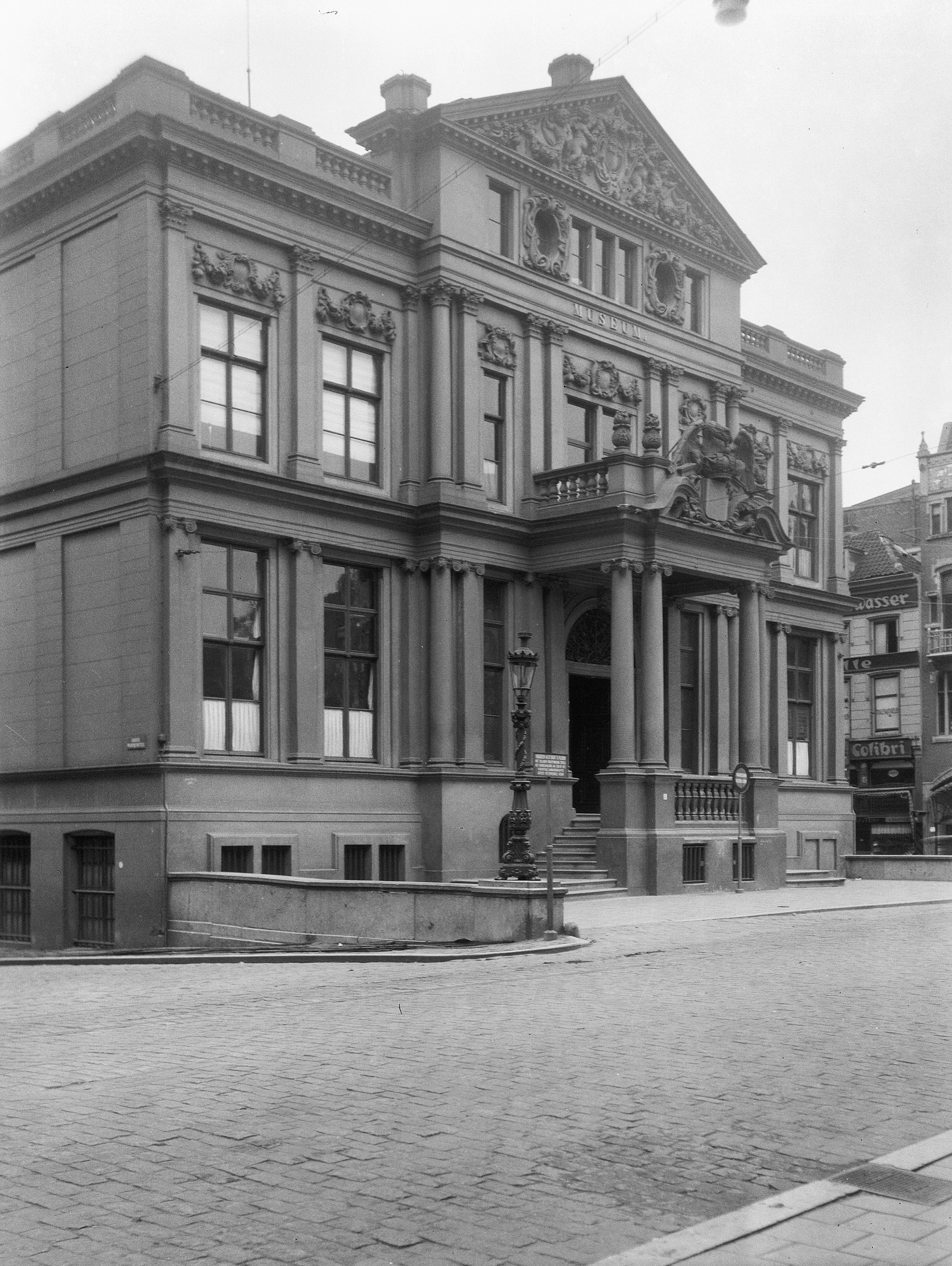
Le siège de la HHSK (Schielandshuis).
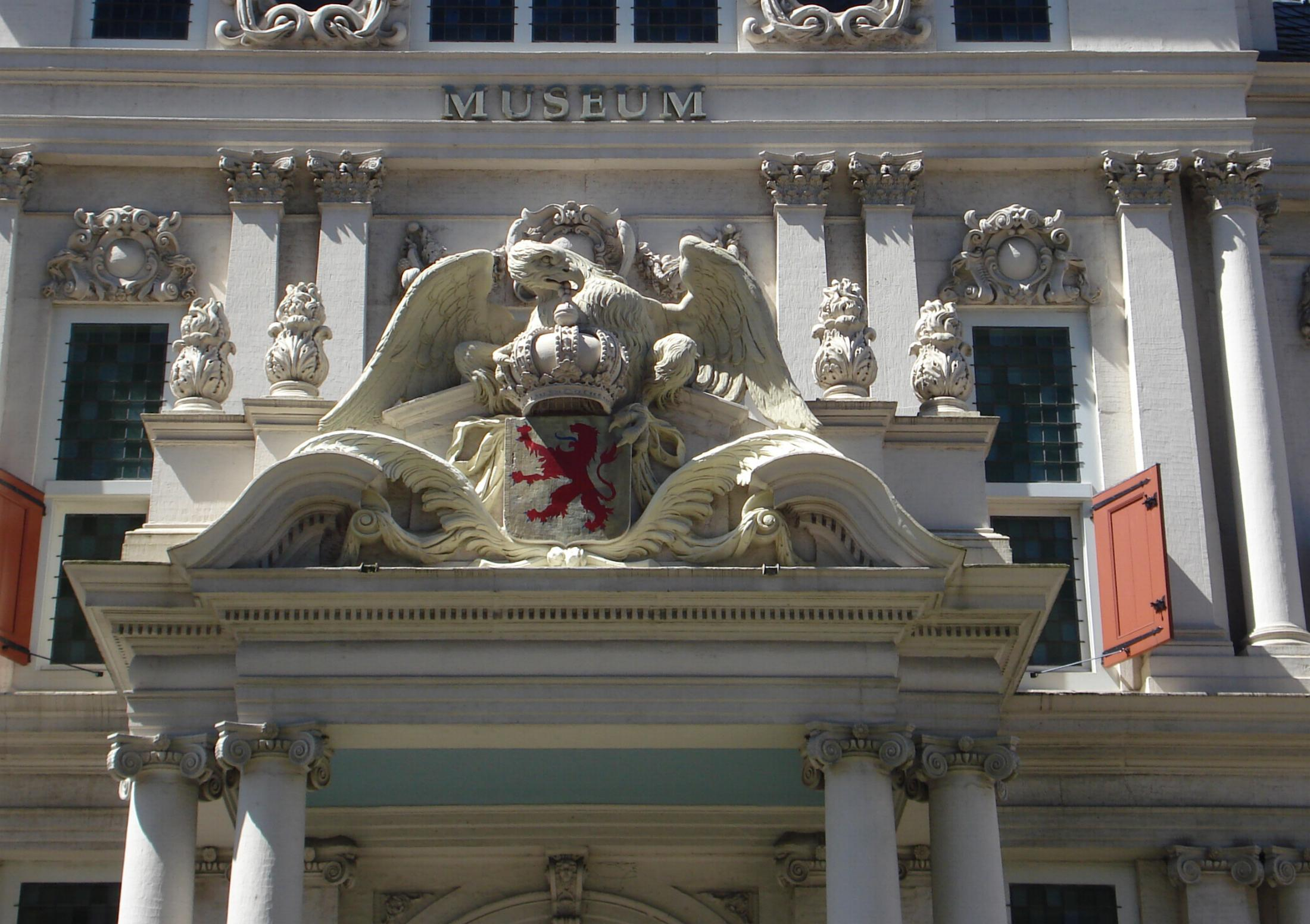
Armoiries de la HHSK, sur le fronton de la Schielandshuis.